# Aulonocnemis griveaudi
Aulonocnemis griveaudi är en skalbaggsart som beskrevs av Yves Cambefort 1987. Aulonocnemis griveaudi ingår i släktet Aulonocnemis och familjen Aulonocnemidae. Inga underarter finns listade.